# Sidhpura
Sidhpura es un pueblo y nagar Panchayat situado en el distrito de Kanshiram Nagar en el estado de Uttar Pradesh (India). Su población es de 15740 habitantes (2011). 

## Demografía
Según el censo de 2011 la población de Sidhpura era de 15740 habitantes, de los cuales 8244 eran hombres y 7496 eran mujeres. Sidhpura tiene una tasa media de alfabetización del 71,51%, superior a la media estatal del 67,68%: la alfabetización masculina es del 79,34%, y la alfabetización femenina del 62,95%.